# Bayárcal
Bayárcal là một đô thị thuộc tỉnh Almería, ở cộng đồng tự trị Andalusia, Tây Ban Nha. Đô thị này có diện tích 37 km², dân số năm 2005 là 303 người.

## Biến động dân số
| 1999 | 2000 | 2001 | 2002 | 2003 | 2004 | 2005 |
| ---- | ---- | ---- | ---- | ---- | ---- | ---- |
| 334  | 320  | 329  | 335  | 315  | 305  | 303  |

Nguồn: INE (Tây Ban Nha)